# Новоукраинка (Тарутинский район)
Новоукра́инка (укр. Новоукраїнка) — село, относится к Тарутинскому району Одесской области Украины.
Население по переписи 2001 года составляло 272 человека. Почтовый индекс — 68512. Телефонный код — 8-04847. Занимает площадь 0,7 км².

## История
В 1945 г. Указом ПВС УССР село Колбараш переименовано в Новоукраинку.

## Местный совет
68553, Одесская обл., Тарутинский р-н, с. Новое Тарутино, ул. Советская, 8